# Yelena Grigoryeva
Yelena 'Lena' Grigoryeva (Novgorod, 1977 o 1978 – San Pietroburgo, 21 luglio 2019) è stata un'attivista russa per i diritti umani e per i diritti LGBTQ e dissidente politica: si era opposta all'annessione della Crimea da parte della Federazione russa. È stata uccisa a San Pietroburgo, in Russia, il 21 luglio 2019, quando è stata pugnalata e strangolata a morte da ignoti, il suo corpo è stato trovato vicino alla sua abitazione.
Non molto prima della sua morte Grigoryeva aveva protestato pubblicamente a sostegno delle sorelle Maria, Angelina e Krestina Khachaturian, tre giovani donne di Mosca che hanno ucciso il padre perché aveva abusato di loro. Aveva anche partecipato a manifestazioni contro la guerra e a favore della democrazia, contro le attività militari della Russia in Ucraina e contro la violenza domestica. Aveva protestato per il rilascio dei tatari di Crimea, un gruppo etnico musulmano di lingua turca della Crimea annessa dalla Russia, accusati di terrorismo. Aveva protestato a favore di un trattamento più umano dei prigionieri nelle carceri russe, dei camionisti che manifestavano per l'aumento dei pedaggi, dei gay, bisessuali e transessuali (LGBT) che in Russia affrontano numerosi tabù, pregiudizi e restrizioni legali; nel 2019 fu arrestata per questo motivo.
Le informazioni identificative sulla Grigoryeva erano apparse a luglio su un sito web creato da un gruppo che si faceva chiamare "Saw" come il franchise di film horror americani. Il gruppo incoraggiava i lettori a dare la caccia e uccidere un elenco di persone LGBTQ+.. Il sito web di Saw era stato bloccato, ma un nuovo elenco di attivisti, giornalisti e cittadini LGBTQ+ da uccidere stava circolando sulle app dei social media del paese.

## Biografia
Le origini e gli studi di Yelena 'Lena' Grigoryeva sono ancora sconosciuti. Anche sulla data di nascita non ci sono certezze. Quel che è certo è che ad un certo momento iniziò a protestare. Da sola o insieme ad altri.
In una delle sue proteste individuali, apparve con la bocca chiusa dal nastro adesivo e un cartello: "Ci sono più di cinque milioni di persone LGBT in Russia. Vivono in clandestinità a causa dell'ignoranza e dell'odio della società". Le manifestazioni per i diritti LGBT sono illegali in Russia e costituiscono dal 2013 un crimine.
Grigoryeva ricevette numerose minacce di morte online e offline nella settimana prima della sua morte, minacce intensificate dopo che il suo nome era stato inserito nel sito web Пила, creato da un gruppo che si faceva chiamare "Saw"  come il franchise di film horror americani. Il gruppo incoraggiava i lettori, offrendo ricompense, a dare la caccia e uccidere un elenco di persone LGBTQ+. Il sito web era stato bloccato, ma un nuovo elenco di attivisti, giornalisti e cittadini LGBTQ+ da uccidere stava circolando sui social media del paese. 
Grigoryeva aveva pensato che sarebbe stata uccisa. E con il suo avvocato denunciò le minacce alla polizia, ma non ci fu alcuna "reazione evidente". La polizia confermò le ripetute minacce, ma che non sembravano mettessero la donna in pericolo di vita e che provenivano da persone conosciute dalla Grigorieva. L'attivista Dinar Idrissov e altri attivisti per i diritti umani hanno detto che Grigoryeva aveva già ricevuto minacce di morte in passato e che era stata anche vittime di violenze. 
Due giorni prima della sua morte violenta, postò su Facebook le istruzioni su come comportarsi se si attira l'attenzione del gruppo militante "Pila protiv LGBT" (Saw anti-LGBT).

### Assassinio
La notte del 21 luglio 2019, il suo corpo fu trovato nel quartiere in cui viveva. Il corpo, trovato tra le 12 e le 16 ore dopo il crimine e vicino alla sua abitazione, presentava ferite da taglio e segni di strangolamento. Era stata pugnalata al volto e al busto almeno otto volte. La polizia negò rapidamente i sospetti di un crimine d'odio. Il 26 luglio 2019, la polizia affermò che Grigorieva era stata uccisa dopo una discussione con un conoscente ubriaco. Due sospetti vennero presto arrestati, ma entrambi furono rilasciati. Il 31 luglio, la polizia ebbe un terzo sospettato: un uomo di 28 anni, un kirghiso con alle spalle una condanna; le autorità dissero che due giorni dopo aveva confessato. Il 2 agosto 2019, il Comitato investigativo russo pubblicò un video presumibilmente tratto dalla scena dell'omicidio, in cui il sospetto diceva che Grigoryeva lo aveva insultato e allora lui l'aveva uccisa dopo aver perso i nervi mentre era ubriaco. Tuttavia gli avvocati del caso, gli attivisti LGBT e gli amici di Grigoryeva espressero dubbi, non avendo mai sentito parlare di quell'uomo e sospettando che fosse un capro espiatorio.
Sospettarono un omicidio politico, dato che Grigoryeva aveva ferocemente criticato il presidente Vladimir Putin e il suo nome era stato pubblicato sul sito Saw pochi giorni prima del suo omicidio. Saw aveva precedentemente annunciato online un gioco chiamato Saw: A Hunt for Gays in Ufa; il sito web chiedeva una campagna nazionale contro gli omosessuali, pubblicando nomi, indirizzi e dettagli di contatto di presunti omosessuali in tutta la Russia e chiedendo il pagamento in valuta digitale come riscatto per coloro che dovevano essere catturati. Sebbene il sito web fosse stato bloccato nella primavera del 2019, continuarono a circolare on line 19 nomi, tra cui quello di Grigoryeva. 
Il 12 ottobre 2020 l'uomo fu condannato a otto anni e un mese di carcere.